# Гнилка (притока Східної Стрипи)
Гни́лка, Гнила — річка в Україні, в межах Тернопільського району Тернопільської області. Ліва притока Східної Стрипи (басейн Дністра). 

## Опис
Довжина 10 км. Річкова долина порівняно розлога і неглибока, з пологими схилами. Річище слабозвивисте. Споруджено кілька ставків. 

## Розташування
Гнилка бере початок на схід від села Ярчівці. Тече спершу на північ та північний захід, далі — на захід. Впадає до Східної Стрипи на схід від села Тустоголови. 
Над річкою розташовані села: Ярчівці (частково) і Підгайчики. 